# John de Soules

Stemma personale di John de Soules.

Sir John de Soules (fl. XIII-XIV secolo) è stato un nobile e politico scozzese, Guardiano di Scozia tra il 1301 e il 1304.

## Biografia

### Origini
Era figlio di William II de Soules e di sua moglie Ermengarde Durward, figlia dell'importante giudice di Scozia Alan Durward.
La moglie di suo nonno Alan, Marjorie, era una figlia illegittima di re Alessandro II di Scozia, e quindi la famiglia Soules era di discendenza reale. Su queste basi il fratello maggiore di John, Nicholas de Soules, reclamò il trono di Scozia durante la contesa nota come Grande causa.

### Primi anni
Nobile del confine scozzese, si ritrovò spesso a combattere contro le scorrerie inglesi (in special modo quelle di Andrew Harclay, conte di Carlisle).
Divenne uno degli uomini di fiducia di re Giovanni di Scozia, che nel 1295 lo inviò in Francia per siglare un'alleanza al fine di affrancarsi dall'influenza di Edoardo I d'Inghilterra.

### Guardiano di Scozia
Tornato in Scozia, John de Soules rimase per alcuni anni in disparte, finché l'abbandono della carica di Guardiano di Scozia da parte di Robert Bruce e John Comyn nel 1301 gli permise di riguadagnare il potere.
Tenne la carica di Guardiano di Scozia per tre anni, fino al 1304, in vece di John Balliol, deposto ma da molti ancora ritenuto re di Scozia. Quando Edoardo I invase la Scozia era chiaro che Balliol non avrebbe mai riguadagnato il trono, e Soules decadde dalla propria carica.

### Ultimi anni
Dopo l'ascesa di Robert Bruce al trono, John de Soules venne visto come troppo vicino al precedente sovrano e per questo esiliato in Francia.
Dopo il 1310 si perdono le sue tracce, e il Johannes de Soules che partecipò ad una scorreria in Inghilterra nel 1314 probabilmente era il suo omonimo nipote.

## Ascendenza
|                      |                  |                         | Genitori               |  |  | Nonni |  |  | Bisnonni        |  |  | Trisnonni |  |
|                      |                  |                         |                        |  |  |       |  |  | Fulco de Soules |  |  | …         |  |
|                      |                  |                         |                        |  |  |       |  |  | Fulco de Soules |  |  | …         |  |
|                      |                  | …                       |                        |  |  |       |  |  | Fulco de Soules |  |  |           |  |
| Nicholas I de Soules |                  |                         |                        |  |  |       |  |  | Fulco de Soules |  |  |           |  |
|                      |                  | …                       | …                      |  |  |       |  |  |                 |  |  |           |  |
|                      |                  | …                       | …                      |  |  |       |  |  |                 |  |  |           |  |
|                      |                  | …                       | …                      |  |  |       |  |  |                 |  |  |           |  |
| William II de Soules |                  | …                       |                        |  |  |       |  |  |                 |  |  |           |  |
|                      |                  | …                       | …                      |  |  |       |  |  |                 |  |  |           |  |
|                      |                  | …                       | …                      |  |  |       |  |  |                 |  |  |           |  |
|                      |                  | …                       | …                      |  |  |       |  |  |                 |  |  |           |  |
| …                    |                  | …                       |                        |  |  |       |  |  |                 |  |  |           |  |
|                      |                  | …                       | …                      |  |  |       |  |  |                 |  |  |           |  |
|                      |                  | …                       | …                      |  |  |       |  |  |                 |  |  |           |  |
|                      |                  | …                       | …                      |  |  |       |  |  |                 |  |  |           |  |
| John de Soules       |                  | …                       |                        |  |  |       |  |  |                 |  |  |           |  |
|                      | Thomas de Lundie | Malcolm de Lundie       |                        |  |  |       |  |  |                 |  |  |           |  |
|                      | Thomas de Lundie | Malcolm de Lundie       |                        |  |  |       |  |  |                 |  |  |           |  |
|                      | Thomas de Lundie | …                       |                        |  |  |       |  |  |                 |  |  |           |  |
| Alan Durward         | Thomas de Lundie |                         |                        |  |  |       |  |  |                 |  |  |           |  |
|                      |                  | …                       | …                      |  |  |       |  |  |                 |  |  |           |  |
|                      |                  | …                       | …                      |  |  |       |  |  |                 |  |  |           |  |
|                      |                  | …                       | …                      |  |  |       |  |  |                 |  |  |           |  |
| Ermengarde Durward   |                  | …                       |                        |  |  |       |  |  |                 |  |  |           |  |
|                      |                  | Alessandro II di Scozia | Guglielmo I di Scozia  |  |  |       |  |  |                 |  |  |           |  |
|                      |                  | Alessandro II di Scozia | Guglielmo I di Scozia  |  |  |       |  |  |                 |  |  |           |  |
|                      |                  | Alessandro II di Scozia | Ermengarda de Beaumont |  |  |       |  |  |                 |  |  |           |  |
| Marjorie di Scozia   |                  | Alessandro II di Scozia |                        |  |  |       |  |  |                 |  |  |           |  |
|                      |                  | amante                  | …                      |  |  |       |  |  |                 |  |  |           |  |
|                      |                  | amante                  | …                      |  |  |       |  |  |                 |  |  |           |  |
|                      |                  | amante                  | …                      |  |  |       |  |  |                 |  |  |           |  |
|                      |                  | amante                  |                        |  |  |       |  |  |                 |  |  |           |  |